# Rigsdagsbygningen i Berlin
Rigsdagsbygningen i Berlin (tysk Reichstagsgebäude eller Reichstag) var sæde for Rigsdagen i det tyske kejserrige fra 1894 til 1919 og herefter for Weimarrepublikkens Rigsdag og Nazi-Tysklands rigsdag frem til slutningen af 2. verdenskrig. Efter den tyske genforening blev Forbundsdagen i 1999 flyttet fra Bonn til Rigsdagsbygningen i Berlin.

## Historie
Rigsdagen var parlamentet i det tysk-romerske rige og blev også navnet på parlamentet i Det nordtyske forbund i 1867 og i Det tyske Rige, da dette blev samlet som nationalstat i 1871.
Efter den tyske rigsgrundlæggelse i 1871 mødtes den nye Rigsdag i mindre bygninger på Leipziger Straße i Berlin, men de var for små. Allerede den 19. april 1871 bestemte Rigsdagen at opføre en rigsdagsbygning, og i 1872 blev der udskrevet en arkitektkonkurrence med 103 deltagere. I juni 1872 blev forslaget fra arkitekten Ludwig Bohnstedt fra Gotha valgt. Arbejdet blev forsinket af problemer med at finde en egnet grund. Rigsdagen ønskede en grund, som tilhørte grev Atanazy Raczyński øst for Platz der Republik, men grev Raczyński vægrede sig ved at sælge, fordi hans palæ fra 1844-47 lå der.
Rigsdagen fortsatte med at lede, og først i 1881 fandt den en løsning: grev Raczyńskis søn og arving solgte gunden øst for Platz der Republik. Der blev udskrevet en ny arkitektkonkurrence i 1882, og af 190 indsendte bidrag valgtes et forslag fra Paul Wallot fra Frankfurt. Grundstenen blev nedlagt af kejser Wilhelm 1. af Tyskland i 1884. Bygningen fik en stor kuppel af stål og glas, et teknisk mesterværk. Efter ti års konstruktion kunne den tages i brug i 1894.
Da første verdenskrig sluttede, og kejseren abdicerede, proklamerede Philipp Scheidemann republikken fra en af Rigsdagens balkoner under revolutionsdagene i 1918. Weimar-nationalforsamlingen mødtes i byen Weimar i 1919 på grund af urolighederne i Berlin, men Rigsdagen fortsatte med at mødes i Rigsdagsbygningen under Weimarrepublikken.
Rigsdagsbygningens historie som sæde for Rigsdagen sluttede, da den 27. februar 1933 blev sat i brand. Den beskadigede Rigsdag, symbolet på demokratiet, blev ikke  istandsat af nationalsocialisterne. Rigsdagen som institution holdt op med at fungere, og de få gange, den var samlet under de tolv år med nationalsocialistisk styre, mødtes den i en tidligere operabygning i nærheden (Krolloperaen). Det var også tilfældet, da Fuldmagtsloven blev vedtaget, og parlamentarisk demokrati ophørte.
Under 2. verdenskrig blev bygningen yderligere beskadiget. Som symbol på parlamentarisk demokrati havde heller ikke Sovjetterne meget til overs for bygningen, og den var et centralt mål for Den røde Hær, som i et kendt propagandafoto hejser det sovjetiske flag over bygningen, mens ruinerne af bygningerne omkring den brænder.
Under Den kolde Krig lå bygningen i Vest-Berlin nogle få meter fra grænsen til Øst-Berlin. Under Berlinblokaden samlede et stort antal vestberlinere sig foran bygningen, og byens borgmester Ernst Reuter holdt en berømt tale, som endte med ordene Ihr Völker der Welt, schaut auf diese Stadt! ("I verdens folk, se på denne by!").
Bygningen var strukturelt intakt, men alligevel en ruin. Vesttysklands parlament mødtes i Bonn og havde ikke brug for bygningen. Det blev alligevel vedtaget, at den skulle restaureres i 1956. I forbindelse med restaureringsarbejderne 1961-1964 blev den ødelagte kuppel fjernet. I årene frem til 1990 blev bygningen kun brugt til repræsentative møder en gang imellem og til en permanent udstilling kaldet Fragen an die deutsche Geschichte ("Spørgsmål til den tyske historie").
3. oktober 1990 blev den officielle genforeningsceremoni holdt i Rigsdagen med bl.a. Helmut Kohl, Richard von Weizsäcker og Lothar de Maizière. Det var en bevægende ceremoni med fyrværkeri. Dagen efter mødtes det tyske parlament, Forbundsdagen, symbolsk i Rigsdagen.
Den 20. juni 1991 besluttede Forbundsdagen efter omfattende debat at flytte regeringen og parlamentet tilbage til Berlin.
Året efter (1992) fik den britiske arkitekt Norman Foster til opgave at restaurere bygningen. Hans oprindelige forslag var temmelig forskelligt fra det, som blev realiseret og manglede den berømte kuppel.
Før restaureringen blev hele bygningen omsvøbt af Christo og Jeanne-Claude i 1995.
Restaureringen var meget omfattende, og alt bortset fra ydervæggene blev fjernet, også alle ændringer fra 1960'erne. Forbundsdagens sæde blev officielt flyttet fra Bonn til Berlin i april 1999. Restaureringen regnes som en stor succes. Rigsdagen med den store glaskuppel, som blev opført som en gestus til den oprindelige kuppel fra 1894, er en af de mest besøgte turistattraktioner i Berlin og giver et imponerende udsyn over byen, især om natten. Fra taget kan man også se ned på de folkevalgte især om dagen.

## Galleri
- På Rigsdagens ydre er gengivet våbenmærker for det tyske kejserriges medlemslande. Her ses bl.a. våbenerne for kongerigerne Preussen og Sachsen.
- De tre kejseres symboler over hovedindgangen
- Gengivelse af kejserkronen på et af tårnene på Rigsdagen
- Rigsdagsbygningen set fra luften
- Rigsdagen ved aftentid, set fra Spree